# Col de Cou (vallon de Réchy)
Pour les articles homonymes, voir Col de Cou.
Le col de Cou est un col pédestre reliant le val d'Hérens et le vallon de Réchy. Il est situé dans le massif du Mont-Noble, à 2 528 mètres ou 2 529 mètres d'altitude, et à 25 minutes à pied du Mont-Noble. L'été, il est l'une des voies de randonnée pédestre les plus fréquentées pour rejoindre le lac du Louché et les becs de Bosson depuis Nax. L'hiver, il est toujours emprunté par des skieurs ou des randonneurs[réf. nécessaire].